# Trichopeltarion timorense
Trichopeltarion timorense is een krabbensoort uit de familie van de Trichopeltariidae. De wetenschappelijke naam van de soort is voor het eerst geldig gepubliceerd in 1993 door Stevcic.